# Alliance pour la protection du climat
L'Alliance for Climate Protection (Alliance pour la protection du climat) est une organisation aux États-Unis dont le but est de « persuader les gens de l'importance, de l'urgence et de la faisabilité d'adopter et de mettre en œuvre des solutions réelles et complètes face à la crise climatique ». Le fondateur et actuel président est l'ancien vice-président des États-Unis Al Gore.

## Historique
L'organisme est fondé en 2006 et est membre de Save Our Selves (en), qui regroupe les organisateurs en juillet 2007 des concerts Live Earth.
Selon l'Alliance, une étude en janvier 2007 indique que 77 % des américains pensent qu'il y a des preuves solides du réchauffement climatique, mais seulement 47 % pensent que c'est lié aux activités humaines. Le défi de l'Alliance est donc d'expliquer ce lien, pour pousser les populations à agir.
Après l'obtention de son Prix Nobel de la paix partagé en 2007, Al Gore annonce qu'il versera « 100 % » du prix à son organisation.
En 2021, l'organisation a 10 succursales dans le monde et est active dans 170 pays.